# باربرا بريسينو
باربرا بريسينو (بالإسبانية: Bárbara Briceño)‏ (14 مايو 1996 ببيرو - ) هي لاعبة كرة طائرة بيروفية.